# Andrea Meyer
Andrea Meyer, nota come Andrea Haugen dopo il matrimonio, nota anche con lo pseudonimo di Nebelhexë (Hannover, 1969 – Kongsberg, 13 ottobre 2021), è stata una poetessa, artista e modella tedesca.
I suoi scritti trattano temi decadenti, neopagani ed esoterici.

## Biografia
Andrea venne definita da Terrorizer una delle personalità più intriganti della sottocultura musicale underground. Un articolo sul suo album Laguz Within The Lake descrisse il lavoro di Nebelhexë come "la colonna sonora del prequel del Signore degli Anelli". L'artista da parte sua riteneva le sue canzoni meditative e ossessive, influenzate dai Cocteau Twins e Kate Bush fino ai The Benedictine Monks of Santo Domingo de Silos. Dichiarò che l'album potrebbe essere definito come New Age con richiami crossover ma per un pubblico "che non brucia incenso".
Si compiaceva che il suo amore per il goth inglese, la musica New Wave e l'underground l'avessero condotta a Londra nel 1990, dove divenne parte della sottocultura. Cercando sempre, e con una fascinazione verso i misteri della vita e verso i vampiri e asserendo di avere una profonda connessione con gli animali, entrò in diversi gruppi esoterici e occulti, come gli Illuminati di Thanateros. Esplorando i lati oscuri della vita, divenne una modella nella scena fetish e una ballerina (come nei concerti dei Cradle of Filth). Entrò anche nella Chiesa di Satana in quel periodo, che la aveva molto ispirata.
Nel 1994 esordì con il progetto musicale dark ambient Aghast. Creò in seguito Hagalaz' Runedance, dedito alla spiritualità neopagana odinista dei popoli della Scandinavia e dei Germani. Gli Hagalaz' Runedance riscossero un relativo successo, ma Andrea annunciò presto di essere annoiata dalla musica e dall'immagine del progetto e che questo non rappresentava pienamente le sue idee personali. Dal 2003 pubblicò tutta la sua musica sotto lo pseudonimo Nebelhexë. Dopo questo cominciò a scrivere anche sceneggiature di film, sia horror sia satirici.
Dal 1995 prese posizione contro ciò che vedeva restringere e inibire la natura delle persone (come, ad esempio, le religioni abramitiche). Suoi interventi furono pubblicati sia nei magazine underground che nei tabloid norvegesi. Scrisse anche poesie surreali e goth.
Andrea pubblicò il libro The Ancient Fires of Midgard, dove parlava della sua scoperta della Mitologia norrena. Affermò più volte che l'ossessione sui miti nordici era una fase riassuntiva della sua vita e ora considerava se stessa molto spirituale, ma che questo non significava necessariamente essere religiosa.

### Vita privata
La sua vita personale fu molto riservata. Ebbe una figlia, dal suo ex marito Tomas Haugen, con il quale mantenne rapporti di amicizia.
Aveva appartamenti sia in Norvegia sia in Gran Bretagna, dove negli ultimi tempi viveva con l'attore Jonathan Rhys Meyers.
Andrea insegnava kickboxing.

### Morte
Il 13 ottobre 2021 fu accoltellata a morte nella sua abitazione a Kongsberg dal 37enne Espen Andersen Bråthen, un danese avvicinatosi all'Islam jihadista che, armato di arco e frecce e un'arma da taglio, provocò poi il panico nel centro cittadino, uccidendo altre quattro persone e ferendone tre, evento terroristico noto come strage di Konsberg.

## Discografia

### Aghast
- Hexerei im Zwielicht der Finsternis, CD/PD 1994

### Hagalaz' Runedance
- When the Trees Were Silenced, 7" EP 1996
- The Winds That Sang of Midgard's Fate, CD 1998
- Urd - That Which Was, MCD/Picture disc 1999
- On Wings of Rapture, CD single 2000
- Volven, CD/LP/Picture disc 2000
- Frigga's Web, CD/LP/Picture disc 2002

### Nebelhexë
- Laguz - Within the Lake, CD 2004
- Essensual, CD 2006
- Dead Waters, CD 2009
- Don't Kill The Animals, EP 2009, con l'artista statunitense Jarboe

### Apparizioni come ospite
- Cradle of Filth - The Principle of Evil Made Flesh 1993
- Satyricon - Nemesis Divina 1996

## Opere
- Horde Of Hagalaz, in due fascicoli (1994 - 1996)
- Understanding the Northern Myths and Traditions (2000)
- Dark Side of Dreaming - novelle e racconti brevi
- Walking With The Night - un grimorio
- The Way to Hysteria